# Sarsia apicula
Sarsia apicula är en nässeldjursart som först beskrevs av Murbach och Carol Ann Shearer 1902.  Sarsia apicula ingår i släktet Sarsia och familjen Corynidae. Inga underarter finns listade i Catalogue of Life.